# Edgard Sajet
Edgard Sajet est né le 20 avril 1922 à Marchais-Beton dans le département de l'Yonne et décédé à son domicile à Château-Renard dans le Loiret le 14 décembre 2010.

## Biographie
Résistant durant la Seconde Guerre mondiale et participant à des opérations de parachutage dans le maquis, il est déporté en juillet 1944 dans le camp de Buchenwald puis Dora et Bergen-Belsen.

## Honneurs
- Chevalier de la Légion d'honneur
- Titulaire de la Médaille militaire
- Titulaire de la Croix de guerre 1939-1945 avec palmes